# Alejandro Díaz de León
Alejandro Díaz de León Carrillo (Ciudad de México, 1 de diciembre de 1969) es un economista, académico, profesor, escritor y funcionario mexicano. Se desempeñó como gobernador del Banco de México de 2017 a 2021.
Fue designado por el presidente de la República Enrique Peña Nieto como miembro de la Junta de Gobierno como subgobernador y fue ratificado por unanimidad por el pleno del Senado de la República. Posteriormente, fue designado por el presidente de la República Enrique Peña Nieto como Gobernador del Banco de México, cargo que ocupó, en sustitución de Agustín Carstens, desde el 1 de diciembre de 2017 al 31 de diciembre de  2021.   

## Trayectoria académica
Realizó sus estudios profesionales en el Instituto Tecnológico Autónomo de México (ITAM), obteniendo en 1993 el grado de licenciatura en Economía con mención honorífica y recibiendo el Premio Miguel Palacios Macedo por excelencia académica. Su tesis fue acreedora a premios por parte de Banamex (1.er lugar), la Comisión Nacional Bancaria, la Comisión Nacional de Seguros y Fianzas y el Colegio Nacional de Economistas.
En 1995 obtuvo la Maestría en Administración Pública y Privada de la Escuela de Administración de Yale (Yale School of Management), especializándose en ingeniería financiera y en valuación de instrumentos derivados y de renta fija.
Ha impartido la cátedra de Opciones y Futuros en la Maestría en Administración y Finanzas del ITAM y es autor de diversas publicaciones editadas por el Banco de México y otras instituciones, además de haber participado como integrante de diversos órganos colegiados de la banca de desarrollo y autoridades del sistema financiero.

## Trayectoria profesional
Inició su carrera profesional en el Banco de México, en donde trabajó 16 años (1991–2007) como analista en la Subgerencia de Estudios del Mercado de Valores, economista en la Subgerencia de Análisis del Sistema Financiero, Subgerente de Análisis del Sistema Financiero, Gerente de Análisis Macrofinanciero, Director de Análisis Macroeconómico y Director de Estudios Económicos. En dichas áreas desarrolló tareas de análisis, investigación y propuestas sobre estabilidad bancaria, modelos econométricos, nuevos productos financieros y mecanismos de subasta; elaboración y coordinación de estadísticas financieras, proyectos de investigación, así como informes sobre la inflación; integración de análisis para la Junta de Gobierno y la agenda de investigación económica.[cita requerida]
Posteriormente fue nombrado Vocal Ejecutivo del Fondo Nacional de Pensiones de los Trabajadores al Servicio del Estado (PENSIONISSSTE), siendo responsable de su creación e inicio de operaciones así como de constituir y administrar sus Sociedades de Inversión Especializadas en Fondos para el Retiro (SIEFORES). En dicha institución laboró de octubre de 2007 a enero de 2011.[cita requerida]
De enero de 2011 a noviembre de 2015 asumió el cargo de titular de la Unidad de Crédito Público (UCP) en la Secretaría de Hacienda y Crédito Público (SHCP), en donde fue responsable de ejecutar el financiamiento interno y externo del Gobierno Federal en los términos aprobados por el Congreso así como de la estrategia de coberturas petroleras y de evaluar financieramente los proyectos impulsados por el Fondo Nacional de Infraestructura. Además de consolidar y obtener el reconocimiento de México como emisor soberano en los mercados internacionales por diversos medios especializados, introdujo contratos de deuda que mejoraron la arquitectura financiera internacional.[cita requerida]
En noviembre de 2015 ocupó la Dirección General del Banco Nacional de Comercio Exterior (Bancomext), en donde laboró hasta diciembre de 2016, conduciendo la operación y administración de dicha institución en aras de financiar el comercio exterior así como de promover la inversión, productividad y competitividad del sector exportador mexicano. Durante su gestión se establecieron líneas de acción encaminadas a fortalecer el capital del banco que culminaron con la emisión de obligaciones subordinadas, siendo el primer banco de desarrollo en emitir dichas obligaciones con base en los estándares internacionales de Basilea. Adicionalmente se diseñaron e instrumentaron actividades para permitir el financiamiento de la actividad exportadora, de las cadenas de valor e impulsar proyectos de inversión y acrecentar las fuentes de financiamiento para las actividades generadoras de divisas. Dichas medidas permitieron incrementar la cartera de crédito, fortalecer el margen financiero y aumentar el número de clientes de la institución, a la par de contribuir al desarrollo de energías renovables.[cita requerida]

## Banco de México
Después de haber sido propuesto por el presidente de la República y ratificado por el Senado, fungió como Subgobernador, miembro de la Junta de Gobierno, del Banco de México del 1 de enero de 2017 al 30 de noviembre del mismo año.
Fue nombrado Gobernador del Banco de México por el presidente de la República a partir del 1 de diciembre de 2017 y hasta el 31 de diciembre de 2021

## Premios como Gobernador del Banco de México
El 15 de marzo de 2021 la Editorial Financiera Central Banking nombró a Alejandro Díaz de León Carrillo como “Gobernador del Año de la Banca Central” por su liderazgo durante el año 2020; por la manera en que, con la Junta de Gobierno, ha implementado la política monetaria ante la situación económica generada durante la pandemia de COVID-19; por preservar la autonomía institucional, así como por promover mejoras en transparencia, en comunicación y en el funcionamiento del Banco Central en beneficio del público.
El 21 de octubre del 2019, la publicación Global Markets otorgó a Alejandro Díaz de León el reconocimiento como “Banquero Central del Año para América Latina”, por su liderazgo al frente del Banco de México, ya que a pesar de los desafíos nacionales e internacionales y de la volatilidad que enfrentó el peso mexicano como una de las monedas más comercializadas de los mercados emergentes, la inflación se ubicó por debajo del 4%, la divisa mexicana permaneció bajo control y las tenencias extranjeras de los bonos nacionales se mantuvieron estables. Como resultado, el Banco de México conserva una alta credibilidad, además de ser considerado un factor de estabilidad.
También en octubre del 2019, Alejandro Díaz de León Carrillo recibió el reconocimiento como “Banquero Central del Año” por parte de la revista LatinFinance. Tal reconocimiento se entrega a partir de una retroalimentación con economistas y expertos en torno a diversos rubros como el manejo de la política monetaria, el control de la inflación, transparencia, fortaleza institucional e independencia, entre otros elementos.
El 2 de enero del 2019, The Banker designó a Alejandro Díaz de León, como el banquero central del año 2019 para América, en reconocimiento a su liderazgo durante tiempos de volatilidad.
El 11 de octubre del 2018, Alejandro Díaz de León recibió oficialmente el reconocimiento como “Banquero Central del Año” por parte de la revista LatinFinance. La revista especializada señaló que “a pesar de los desafíos políticos y económicos, tanto externos como internos, el Banco de México ha mantenido controlada la inflación”. El Gobernador del Banco de México obtuvo la mejor respuesta en la encuesta de LatinFinance a observadores y economistas que siguen a los Bancos Centrales como el Gobernador “más efectivo para administrar la política monetaria y controlar la inflación”.

## Obras publicadas
- Mexico's adoption of new standards in international sovereign debt contracts: CACs, paripassu and trust indeture. Capital Markets Law Journal, January, 2016. Fuente: https://academic.oup.com/cmlj/article/11/1/12/2365997?login=true.
- "Expectativas del Mercado Implícitas en los Precios de Instrumentos Derivados: Aplicaciones al Mercado Cambiario y Petrolero". Documento de Investigación 2004-01, Banco de México. Fuente: https://www.banxico.org.mx/publications-and-press/banco-de-mexico-working-papers/{E502AD91-34A5-E3BC-1D9A-BE2B3A39267A}.pdf.
- "Regulation of Data Protection and of Credit Reporting Firms". Credit Reporting Systems and the International Economy, edited by Margaret J. Miller, MIT Press, 2003. No encontramos fuente directa para verificar el documento, pero es mencionado en el dictamen de la Comisión de Hacienda y Crédito Público que fue utilizado para la ratificación.
- "¿Temor a la Flotación o a la Inflación? La importancia del "Traspaso del Tipo de Cambio a los Precios", con A. Baqueiro y A. Torres, Banco de México, 2003. Fuente: https://www.banrep.gov.co/sites/default/files/publicaciones/archivos/espe_044-2.pdf.
- "Política Monetaria y Tasas de Interés: Experiencia Reciente para el Caso de México", Documentos de Investigación, Banco de México, 2000. Fuente: https://www.banxico.org.mx/publicaciones-y-prensa/documentos-de-investigacion-del-banco-de-mexico/{ECAC896C-AA71-99B8-7217-C0A7F2043024}.pdf.
- "Descripción y Valuación de los "Value Recovery Rights" de los Bonos Brady". Documentos de Investigación, Banco de México, 1997. Fuente: https://www.banxico.org.mx/publicaciones-y-prensa/documentos-de-investigacion-del-banco-de-mexico/{375E1205-7076-C820-DA54-B7F117702D02}.pdf.
- "Crisis Management and Institutional Change Aimed at the Prevention of Future Crises". The Banking and Financial Structure in the NAFTA Countries and Chile, editado por George M. Von Furstenberg, 1997. Fuente: https://link.springer.com/chapter/10.1007/978-94-011-5366-9_7.

## Reconocimientos
- Governor of the year, por la editorial Central Banking, marzo de 2021
- Banquero Central del año para América Latina, por la publicación Global Markets, octubre de 2019
- Banquero Central del año, por la revista LatinFinance, octubre de 2019
- Banquero Central del año 2019 para América, por la publicación especializada The Banker, enero de 2019
- “Banquero Central del Año”, por la publicación LatinFinance, octubre 2018